# Fangamer
Fangamer LLC is een Amerikaans merchandisingbedrijf en uitgever van fysieke computerspellen. Het bedrijf is opgericht in 2007 en het hoofdkantoor staat in Tucson.

## Beschrijving
Fangamer startte als internetforum en begon in 2007 met het verkopen van T-shirts en koffiebekers, om zo de kosten van de website te kunnen dekken. Een jaar later ging men hoge kwaliteit shirts drukken, die populair bleken. Fangamer breidde het aanbod in dat jaar uit met merchandising voor andere spelfranchises als Ace Attorney en Chrono Trigger.
Vanaf midden jaren 10 van de eenentwintigste eeuw is het bedrijf ook begonnen met het publiceren van fysieke versies van computerspellen die door onafhankelijke spelstudio's zijn ontwikkeld.
Fangamer verzorgde onder meer de merchandising voor spellen als Broken Age, Bloodstained: Ritual of the Night en Undertale.

## Gepubliceerde spellen
De volgende spellen zijn in fysieke vorm door Fangamer gepubliceerd.
| Titel             | Jaar van publicatie | Platforms                                                      |
| ----------------- | ------------------- | -------------------------------------------------------------- |
| Undertale         | 2017                | PlayStation 4, PlayStation Vita, Xbox One, Nintendo Switch, pc |
| Hollow Knight     | 2019                | PlayStation 4, PlayStation 5, Nintendo Switch                  |
| Stardew Valley    | 2020                | Nintendo Switch                                                |
| Bugsnax           | 2021                | Nintendo Switch                                                |
| Hypnospace Outlaw | 2021                | PlayStation 4, Nintendo Switch                                 |
| Later Alligator   | 2021                | PlayStation 4, Nintendo Switch                                 |
| Baba is you       | 2022                | Nintendo Switch                                                |
| Into the Breach   | 2022                | PlayStation 4, Nintendo Switch                                 |
| Omori             | 2022                | PlayStation 4, Nintendo Switch                                 |
| Ooblets           | 2022                | Nintendo Switch, pc                                            |
| Slime Rancher     | 2022                | Nintendo Switch                                                |
| Celeste           | 2023                | Nintendo Switch                                                |
| Tunic             | 2023                | Nintendo Switch                                                |
| Off               | 2025                | Nintendo Switch, Microsoft Windows                             |